# Алиса (музичка група)
Алиса је српски и југословенски поп рок бенд из Београда, основан 1984. године. Ширу популарност у СФРЈ стекли су крајем осамдесетих година, а престали са радом 1990. године. Бенд се на кратко окупио у периоду од 2001. до 2002. године како би издао албум Алиса.
Након тога бенд је почео са радом 2017. године, а наредне године објавио видео-спот и песму Пијане ноћи. Дупли компилацијски албум Најбоље из земље чуда, Алиса је објавила у октобру 2022. године.
За свој рад добили су велики број признања и награда, а широј јавности познати су по песмама Сања, Кестен, После девет година, 1389 (Неће Фата сина Бајазита), Да ли си чула песму уморних славуја?, Скидам кошуљу да легнем и другим. Објавили су пет студијских албума, две компилације, а гостовали и сарађивали са многим музичарима.

## Историја бенда

### 1984—1990.
Бенд је формиран 1984. године од стране Мирослава Пилета Живановића (вокал), Предрага Цветковића (бубањ), Александра Кићановића (клавијатура), Зорана Јанческог (гитара) и Марка Главана (бас гитара). Бенд је дуго деловао на београдској сцени пре него што је остварио прве успехе.
Први албум под називом Алиса објављен је 16. децембра 1985. године, музику и текстове песмама радио је Јован Стојиљковић, албум је објављен за Југодиск у продукцији Ратка Остојића, а све аранжмане радио је Мирослав Живановић Пиле. Поред хит песме Сања, са албума су се издвојиле и песме Луди Иван, Војсковођа и Тања. Специјалан гост на албуму био је Саша Гнус, на флаути и саксофону. Албум је продат у преко 100.000 примерака, а песма Сања се месецима налазила на врху радијских, новинских и других топ-листа, укључујући и Вентилатор 202 листу. Након објављивања овог албума, бенд је убрзо постао популаран у целој СФРЈ.
Други албум Да ли си чула песму уморних славуја објављен је 23. фебруара 1987. године за ПГП РТБ, а продуцирао га је Саша Хабић. Чланови бенда, како су сами тврдили, покушали су да се окрену старијој публици, те су тако на овом албуму представили модерну староградску музику. У стилу тадашњих музичких састава из СР БиХ, чланови бенда Алиса приклонили су се фолк звуку, који је присутан на песмама 1389 (Неће Фата сина Бајазита), а на песми После девет година гостовала је Лепа Брена. У том периоду на раду албума поново је гостовао Саша Гнус, који је тада постао њихов стални члан. Као и за прави албум, музику и текстове радио је Јован Стојиљковић, а Мирослав Живановић Пиле аранжман. Цео албум снимљен је у Студију пет ПГП РТБ-а. Издвојиле су се песме 1389 (Неће Фата сина Бајазита), Да ли си чула песму уморних славуја, После девет година и нова верзија песме Војсковођа, јер чланови бенда нису били задовољни како је звучала прва верзија песме. Гости на албуму били су Лаза Ристовски, Дувачки Оркестар Милована Бабића, Лепа Брена и гуслар Јова Вујичић. Албуму је претходио дупли сингл Нисам пријатељ анђела, објављен 1987. године, на којем су се нашле песме Нисам пријатељ анђела и Празна песма.
Почетком 1988. године Марко Главан је напустио бенд због служења војног рога, заменио га је Душан Голуб Караџић, а исте године бенд је објавио сингл Кестени за ПГП РТБ на винилу.
Трећи албум под називом Хиљаду тона љубави објављен је 14. априла 1988. године у фолк рок жанру, а продукцију је радио Саша Хабић. Сниман је у студију О у Београду. Поред текстова Јована Стојиљковића, нашли су се и текстови песама Радована Дабановића (песме Клиника и Сећање на јули), за које је продукцију радио Мирослав Живановић Пиле. Аранжман су радили Пиле и Хабић, док је Пиле написао и музику за песму Кестени. Специјални гости на албуму били су Влада Неговановић (гитара) и Власта Благојевић (акустична гитара). Највећи хит са албума била је песма Кестени, а поред ње и песме Клиника, Љубићу те тако и Хиљаду тона љубави.
Глупо је спавати док свира рокенрол, четврти албум бенда објављен је 7. марта 1989. године за издавачку кућу Југодиск у продукцији Владе Неговановића. Све текстове песама са албума радио је Радован Дабановић, док Пиле потписује музику и ангажмане, осим на песми Скидам кошуљу да легнем.
Група је 1990. године престала са радом. Издавачка кућа Раглас рекордс објавила је 1996. године златну колекцију издања, а на њој су се нашле песме са првог и четвртог албума групе Алиса.

### 2001—2002.
Након једанаест година паузе, Мирослав Живановић Пиле и Предраг Цветковић су заједно са Дејаном Ресановићем (бас-гитара), Бојаном Мишковићем (гитара), Предрагом Стојковићем (клавијатура) и Милошем Ђурићем (удараљке) обновили групу.
Повратнички и пети албум под називом Алиса (познат и као Бошко Буха) објављен је за издавачку кућу ПГП РТС, а на њему су се поред нових песама Сећања, Бошко Буха и Жена нашле и нове верзије старих песама Сања, Кестени и 1389 (Неће Фата сина Бајазита). Материјал за албум сниман је од 1997. године када се група на кратко поново окупила, а Мирослав Живановић Пиле је преузео улогу гитаристе. Даље снимање песама је обустављено због НАТО бомбардовања СРЈ 1999. године. Албум је изашао 2001. године, на њему се нашло осамнаест песама, а објављен је на аудио касети и компакт диску. Песме су снимане у студију М у Новом Саду, изузев песме Сања, која је снимана и продуцирана у студију Фокус у Београду. Гости на албуму били су Кина Алвировић (акустична гитара), Балош Гонзо и Мадам Пијано (вокали), Пера Звер (бубњеви), Бојан Васић и Душан Миловановић (клавијатуре), Слободан Мисаиловић (удараљке) и Драган Козарчић (труба). За песме Сања и Бошко Буха урађени су спотови, а анимирани спот Бошко Буха био је забрањен за емитовање у то време, због убиства генерала Бошка Бухе. Поред два поменута, спот је урађен и за песму Дођеш. Након неколико концерата група је поново престала са радом 2002. године.

### 2017—данас
Године 2017. на наговор колега, пријатеља и публике, Мирослав Живановић Пиле и Предраг Пеђа Цветковић поново су окупили бенд у оригиналном саставу. Групи су се прикључили Марија Петровић (виолина) и Душан Васиљевић Тесла (гитара). Годину дана пре трећег окупљања бенда, песма Да ли си чула песму уморних славуја са Алисиног истоименог албума, нашла се на 84. месту топ-листе 100 најбољих југословенских рок балада, коју је 2016. године приредио музички интернет портал Балканрок. Током 2018. године у студију Скај, Владе Неговановића, чланови бенда снимили су песме за шести студијски албум. У новембру 2018. године објавили су нови спот и песму под називом Пијане ноћи, а представили су је крајем новембра исте године у београдском клубу Театро. Музику за песму Пијане ноћи радио је Горан Вранић, текст писао Јован Стојиљковић, а аранжман Мирослав Живановић Пиле. Албум је требало да буде објављен у пролеће 2019. године, под етикетом дискографске куће ПГП РТС.
Дана 20. марта 2020. године на званичном Јутјуб каналу ПГП РТС-а објављен је спот и нова верзија песме Благо оном ко те не сања, бенда Алиса. Музику и аранжман за песму написао је Мирослав Живановић Пиле, док је аутор текста Радован Дабановић. Спот за песму Благо оном ко те не сања најава је за нови албум бенда, који би требало да буде објављен на јесен 2020. године. Тренутни састав бенда чине Мирослав Живановић Пиле (вокал), Предраг Цветковић (бубњеви и удараљке), Александар Кићановић (клавијатуре), Марко Главан (бас), Зоран Јанчески Јоза (гитара), Марија Петровић (виолина) и Душан Васиљевић Тесла (гитара).
Дупли компилацијски албум под називом Најбоље из земље чуда објављен је 13. октобра 2022. године, на којем се налазе 26 хитова, а објавили су их Радио телевизија Србије и Југодиск. На албуму се налазе одабране песме са свих плоча које је бенд објавио у каријери, али и песма Пијане ноћи из 2019. године. Промоција је направљена како би се представио албум, али и прославило тридесет и пет година постојања бенда. Директор ПГП РТС-а Владимир Граић уручио је Златну плочу бенду, коју је примио Мирослав Живановић Пиле.
Рок новинар, критичар, публициста и издавач Бане Локнер упоредио је Алису са бендом Последња игра лептира пре свега јер су свирали поп, рок и кокетирали са фолком, али и због емоција у интерпретацији и начину доживљаја љубави не само према нежнијем полу, већ према свету.
Удружење музичара џез, забавне и рок музике Србије је 26. октобра 2022. године доделио годишње Награде Годум, а признање „Најемитованију поп нумеру” добио је бенд Алиса, за песму Сања.
Бенд је 17. децембра 2022. године одржао концерт у Великој сали Дома омладине Београда, на месту где је пре више од тридесет и пет година започео каријеру. Концерт је започео песмом Пијане ноћи, затим су уследиле песме Љубићу те јако, 365, Луди Иван и друге. Током концерта на песми После 9 година, бенду се придружила певачица Ивана Ћосић. У јануару 2024. Мирослав Живановић је преминуо.
Дана 14. децембра 2024. група је одржала меморијални концерт у Дому омладине Београда посвећен Мирославу Живановићу Пилету.

## Дискографија

### Студијски албуми
- Алиса (1985)
- Да ли си чула песму уморних славуја (1987)
- Хиљаду тона љубави (1988)
- Глупо је спавати док свира рокенрол (1989)
- Алиса (2001)

### Синглови & епови
- Нисам пријатељ анђела (1987)
- Кестени (1988)
- Испиј ту чашу (2011)
- Пијане ноћи (2018)
- Благо оном ко те не сања (2020)

### Компилације
- Златна колекција (1996)
- Најбоље из земље чуда (дупли албум) (2022)

### Гостовање на компилацијама и албумима
- Лепа Брена — Он не воли ме (1988), са песмом После девет година[32]
- Various ‎– Yu Balade 8 (1998), са песмама Сања и Скидам кошуљу да легнем
- Various ‎– Automania 2 - Pop Hidraulic, са песмом Кестени
- Various ‎– Сунчане скале ПроМонте — Пјесма љета цд 2 (2001), са песмом Сећања
- Various ‎– Pop Rock Express 1 (2001) са песмом 1389
- Various ‎– Giga Mix 1 (2001), са песмом Сања
- Various ‎– Giga Mix 2 (2002), са песмом Бошко Буха
- Various ‎– Pop Vol. 2 (2005), са песмом Сања
- Various ‎– Evergeen Hitovi 80's Inside Vol. 1 (2011), са песмом Сања
- Various ‎– Evergeen Hitovi 80's Inside Vol. 2 (2011), са песмом Глупо је спавати док свира рокенрол